# Canon de 105 mm long modèle 1913 Schneider
Pour les articles homonymes, voir Canon de 105 mm.
Le canon de 105 mm modèle 1913 Schneider était une pièce d'artillerie française utilisée pendant la Première et la Seconde Guerre mondiale par de nombreuses armées en Europe.

## Histoire et développement
Au début des années 1900, la société française Schneider-Creusot collabora avec la compagnie d'armement russe Poutilov pour la conception d'un canon de 107 mm, qui devait par la suite être produit en Russie. Schneider décida d'adapter ce modèle pour les obus français de 105 mm en vue d'une proposition à l'armée de terre.
Initialement, l'armée française ne montra que peu d'intérêt pour ce nouveau modèle du fait du grand nombre de canons de 75 mm modèle 1897 qu'elle avait en service. Néanmoins en 1913, celle-ci décida d'acheter un petit nombre d'unités sous la dénomination Canon de 105 mle 1913 Schneider, qui fut aussi connu sous l'abréviation de service L 13 S.
Les canons de 75 se révélèrent par la suite d'une efficacité limitée contre les tranchées adverses lors de l'enlisement en guerre de position de la Première Guerre mondiale. De ce fait, l'armée française commanda un grand nombre de L 13 S, car son obus 105 mm de 15,74 kg était redoutable contre des positions fortifiées tout en permettant une portée effective plus grande (12 000 m).
Après la fin de la Grande Guerre, la France vendit ou céda beaucoup de canons de 105 mm Schneider à différents pays, comme la Belgique, l'Italie, la Pologne et la Yougoslavie. Désigné « Canone de 105/28 » par l'armée italienne et produit sous licence par Ansaldo, le canon Schneider resta en service jusqu'en 1943. La Pologne, quant à elle, modifia l'affût du canon pour le désigner « wz.29 » et l'utilisa jusqu'au début de la Seconde Guerre mondiale en 1939.
La chute de la Pologne, de la Belgique, de la France et de la Yougoslavie au début de la Seconde Guerre mondiale, permit aux Allemands de saisir de nombreux canons de 105 mm Schneider. Sur 854 L 13 S en service au sein de l'armée française, beaucoup furent capturés et furent utilisés comme batterie côtière sur le mur de l'Atlantique.
La Finlande utilisa 12 canons Schneider d'origine française, achetés en 1939, et 52 d'origine polonaise capturés par les Allemands.

## Utilisateurs et désignation
- Belgique
- Finlande
- France : Canon de 105 mle 1913 Schneider ou L 13 S
- Israël[réf. souhaitée]
- Italie : Cannone da 105/28 modello 1913 ou  Cannone da 105/28
- Pologne : Armata 105 mm wz. 13 Schneider  et  Armata 105 mm wz. 29 Schneider  pour sa version modernisée.
- Reich allemand :
  - 10,5 cm K 331(f)  pour les canons capturés en France.
  - 10,5 cm K 333(b) pour les canons capturés en Belgique.
  - 10,5 cm K 338(i) pour les canons capturés en Italie.
  - 10,5 cm K 338(j) pour les canons capturés en Yougoslavie.
  - 10,5 cm K 13(p) et  10,5 cm K 29(p) pour les canons capturés en Pologne.
- Royaume de Yougoslavie

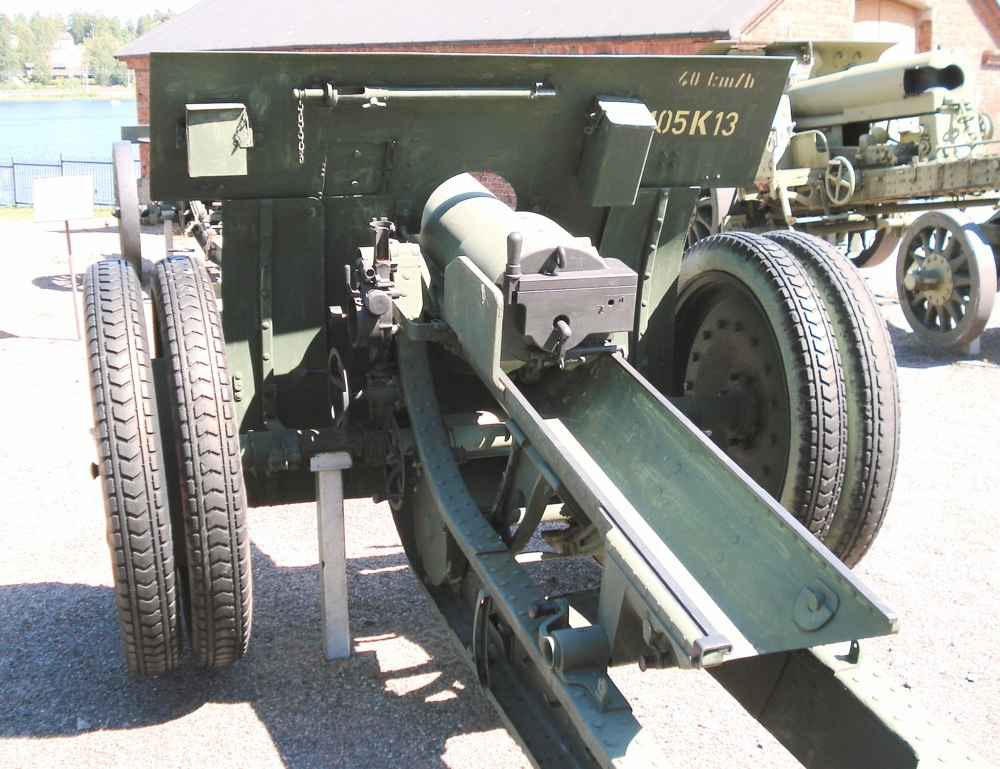
Un canon de 105 mle 1913 Schneider exposé au Musée de l'artillerie  de  Hämeenlinna en Finlande.
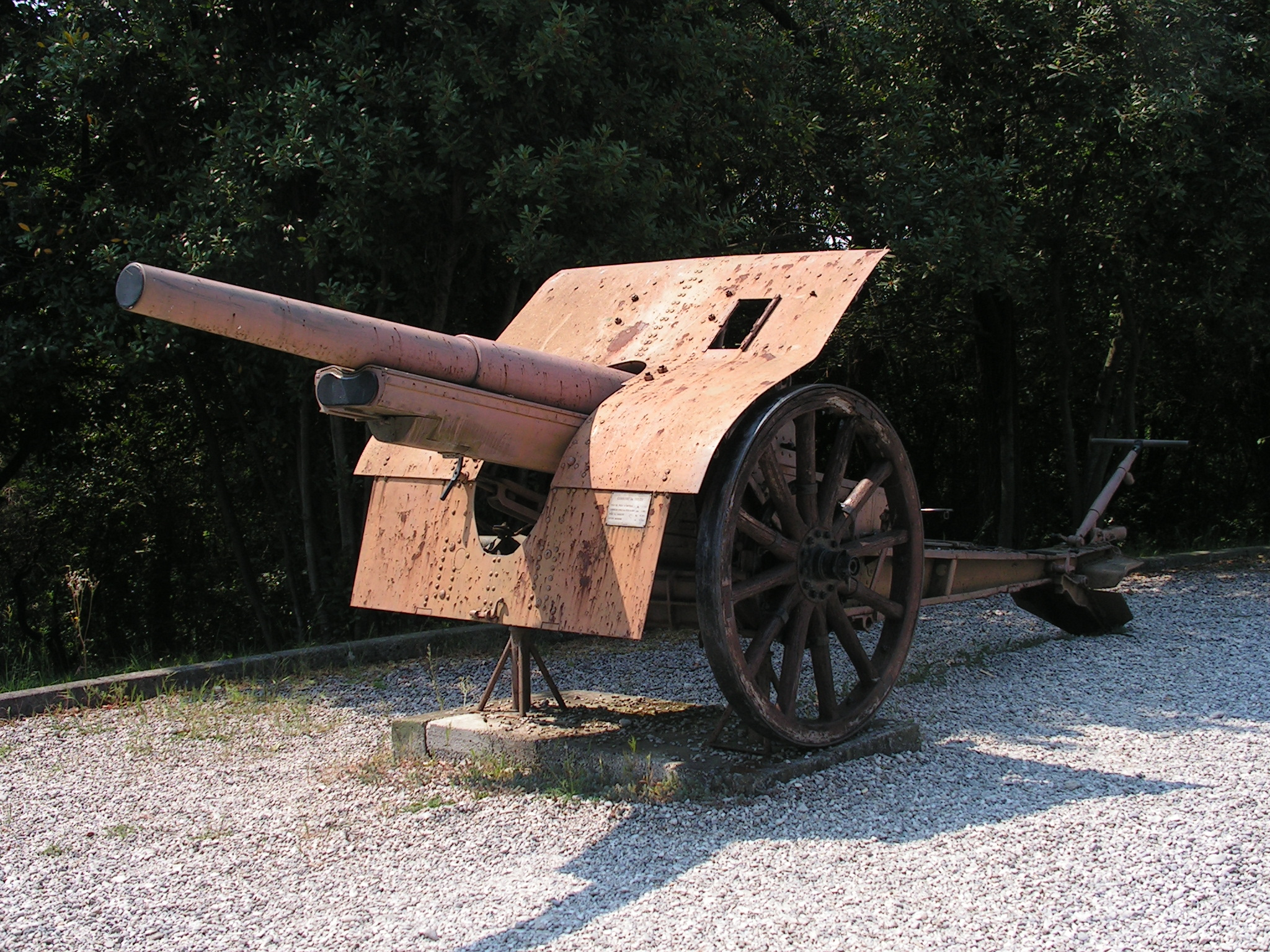
Un cannone da 105/28 italien.
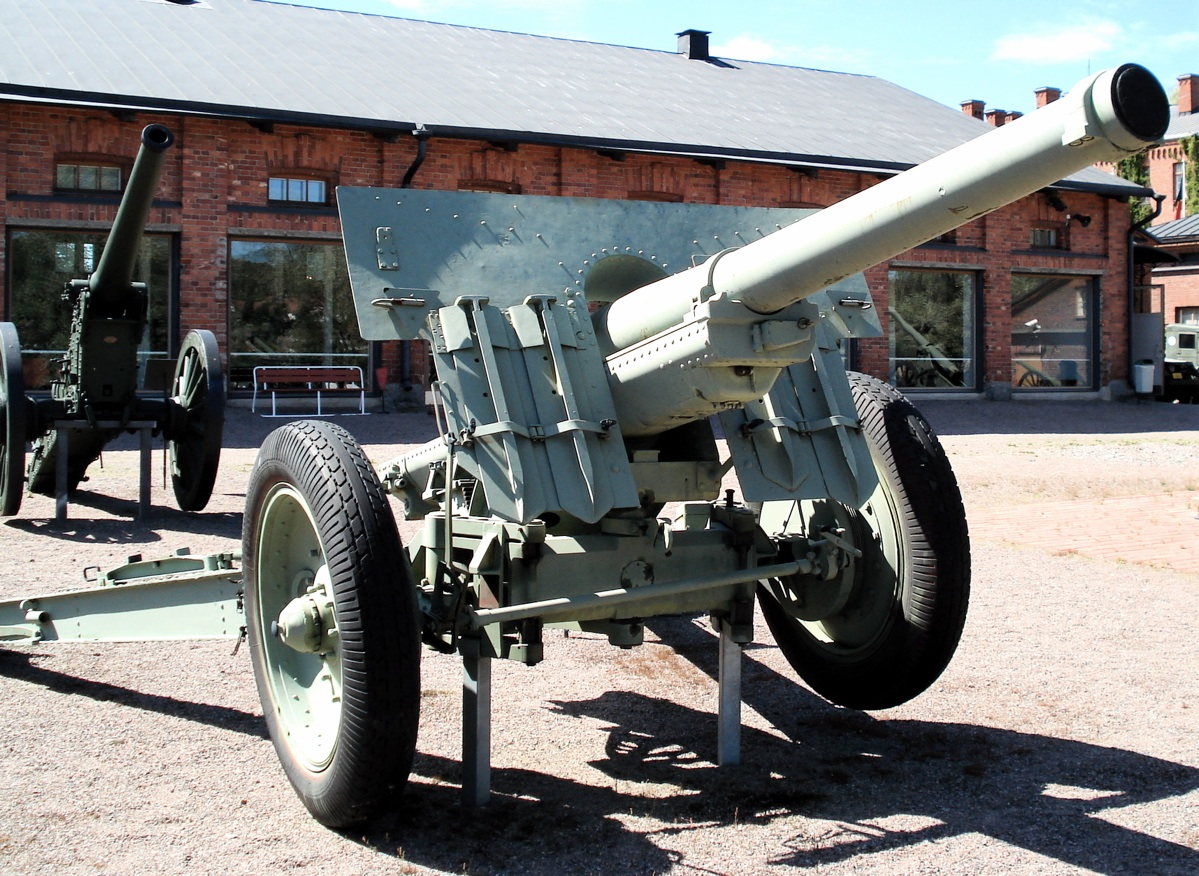
Un canon wz. 29 polonais.
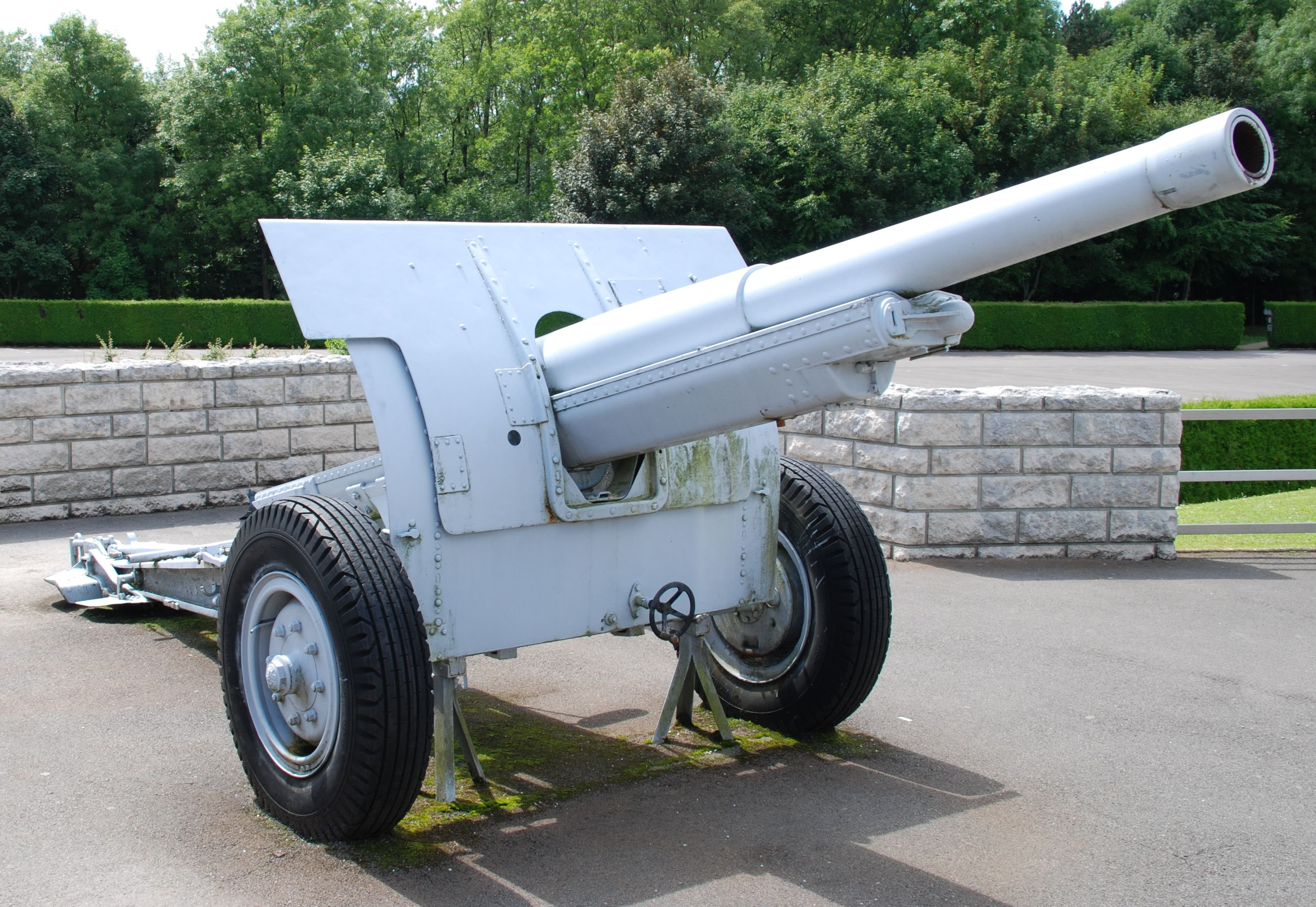
Canon de 105 mle 1913 au mémorial de Verdun.
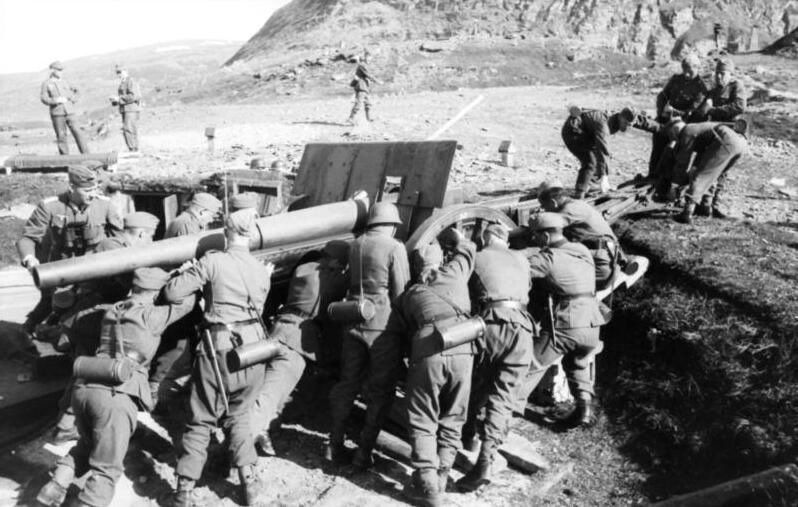
Un canon capturé par les Allemands mis en batterie sur les côtes de Norvège.